# Irma Rafaela Toledo
Irma Rafaela Toledo (geb. 23. August 1910 als Irma Friedmann in Laufen; gest. 7. Jänner 2002 in Salzburg) war eine jüdische bayerisch-österreichische Malerin.

## Leben
Irma Rafaela Toledos Eltern waren Geschäftsleute und die einzigen Juden in Laufen. Für ihre künstlerischen Ambitionen hatte ihr Vater wenig Verständnis. Als sie 16 Jahre alt war, schickte er sie zur Ausbildung als Modistin nach Prag. Eine Freundin nannte sie wegen ihres südländischen Aussehens „Toledo“ in Anspielung an Grillparzers Theaterstück Die Jüdin von Toledo; dieser Name wurde später von ihr als Künstlername übernommen. Wegen ihres großen Heimwehs kehrte sie ein Jahr später wieder zu ihren Eltern zurück. Danach arbeitete sie als Dekorateurin bei der Firma Schwarz am „Alten Markt“ in Salzburg. Gegen den Willen ihres Vaters heiratete sie 1931 den nichtjüdischen und damals arbeitslosen Handwerker Franz Ludwig Schmeisser, den sie beim Bergwandern kennengelernt hatte. Später führte sie mit ihrem Ehemann ein Geschäft in Freilassing. Ein Jahr später kam ihre Tochter Elisabeth zur Welt, zwei Jahre später ihr Sohn Hannes.
Nach der Machtergreifung durch Adolf Hitler zog ihre Familie 1936 nach Salzburg. Als Österreich im März 1938 an Deutschland angeschlossen wurde, sah sie sich wieder einer Bedrohung durch die Nationalsozialisten ausgesetzt. Ihr Mann meldete sich freiwillig zur Wehrmacht und wurde später Funker in Narvik. Bei einem Fronturlaub ihres Mannes wurde sie auf der Straße als „Saujüdin“ angepöbelt, weil sie mit einem Wehrmachtssoldaten eingehängt spazieren ging. Ihr Mann wurde aus gesundheitlichen Gründen aus der Armee entlassen. Zurück in Salzburg wurde ihrem „arischen“ Ehemann mehrmals dringend geraten, sich von seiner jüdischen Frau zu trennen. Nach seiner beharrlichen Weigerung wurde er in ein Arbeitslager bei Gera gebracht. Sie brachte wegen der Bedrohungslage ihre Kinder zu einem Bauern am Schlenken. Sie selbst musste im Arbeitsdienst Uniformen nähen. Nachdem bei ihrem Mann Tuberkulose diagnostiziert worden war, wurde er aus dem Arbeitslager entlassen und kehrte nach Salzburg zurück. 
1944 tauchte die Gestapo bei ihnen auf und wollte sie zur Deportation abholen; allerdings war sie zu diesem Zeitpunkt nicht in ihrer Wohnung. Die ganze Familie zog daraufhin in ein Zuhäusl in Rengerberg, das sie früher schon als Ferienhaus gemietet hatten. Auch hier waren sie nicht sicher, da sich in der Umgebung die „Treuvolkhütte“ befand, auf der viele Treffen der HJ und des BdM stattfanden. Während ihre Eltern und andere Verwandte in Konzentrationslagern umkamen, konnte sie und ihr Bruder dem Holocaust entgehen.
Nach dem Kriegsende konnte sie wieder den Untergrund verlassen. Das Naturerlebnis in der Bergeinsamkeit war für sie zum Erweckungserlebnis als Malerin geworden. Sie nutzte vorerst die Sonntage, wenn ihr Mann mit den Kindern spazieren ging, zum Malen. Bald fand sie Anschluss an die Malerfreunde Agnes Muthspiel, Herbert Breiter und Trude Engelsberger-Drioli, mit denen sie zu Malstudien auf die Insel Ponza fuhr. Als Malerin nannte sie sich nun Irma Rafaela Toledo. 1950 kam es zu einem Wiedersehen mit ihrem Bruder Robert, der nach Israel geflüchtet war. Sie begab sich für vier Wochen nach Israel, wobei sie die Wüste Negev künstlerisch faszinierte.
1951 wurden erstmals Bilder im Künstlerhaus Salzburg ausgestellt. Angespornt von Kurt Moldovan wurde sie 1952 gemeinsam mit Slavi Soucek eingeladen, Mitglied der Salzburger Gruppe zu werden. Ein Stipendium auf der Sommerakademie bei Oskar Kokoschka wurde für sie zu einer herben Enttäuschung, da dieser Künstler sie in sein Konzept zwingen wollte. Als ihr Sohn Hannes als Konzertmeister 1958 nach Chile ging, besuchte sie ihn. Auch das südamerikanische Land wurde für sie zu einem künstlerischen Anstoß. Wichtig für ihre künstlerischen Entwicklung war 1959 auch der Besuch eines Radierkurses bei Johnny Friedlaender. 1964 ließ sie sich taufen, trat jedoch später wieder aus der katholischen Kirche aus.

## Werk
Ihr erstes Bild malte Irma Rafaela Toledo als Autodidaktin 1945 noch auf dem Schlenken. Am Beginn ihres künstlerischen Wirkens stehen neorealistische Landschaftsbilder, Porträts und Selbstporträts. Eine erste Einzelausstellung wurde ihr von Wolfgang Gurlitt 1953 in seiner Galerie moderner Kunst in Linz ermöglicht. Nach ihrem Aufenthalt in Israel setzte sie sich intensiv mit Religion, Philosophie und Literatur auseinander, was später zur Grundlage ihres Projektes „Genesis“ wurde. In ihren Bildern wendete sie sich vom Gegenständlichen ab und dem Meditativen zu. 1950 erhielt sie eine Einladung zu einer Ausstellung österreichischer Künstler in Washington. Nach dem Tod ihres Mannes 1983 zog sie sich von der Ölmalerei zurück und beschränkte sich auf das Aquarell. Im Alter fand sie mit ihren Collagen aus präparierten Papieren zu einer neuen Variante ihrer Kunst.
Durch den an der Universität Salzburg tätigen Psychoanalytiker Joachim Schacht wurde sie wieder an die poetische Sprache der Bibelübersetzung Martin Bubers erinnert, die sie schon als Kind fasziniert hatte. Später begann sie, die Genesis in farbintensiven Bildern darzustellen. In dem entstandenen Gemäldezyklus wird mittels zehn gegenstandloser Bilder versucht, die Dynamik der Weltwerdung nachzuvollziehen. Dieser Bilderzyklus wurde auch von ihr als ihr Hauptwerk angesehen. Sie malte bis ins hohe Alter und gab lange noch auch Malkurse. Ihren künstlerischen Nachlass stiftete sie der Hilfsorganisation „Menschen für Menschen“. Eines ihrer Selbstporträts ist im Besitz des Salzburg Museums. 

## Einzelausstellungen
- Galerie Seywald (1988)
- Galerie der Stadt Salzburg (1996)
- Salzburg Museum (2002/2003)

## Film
- Hannes Zell Die drei Leben der Irma R Toledo. 1998, ausgestrahlt am 20. November 1998 in ORF 2.